# Unité urbaine de Béthune
L'unité urbaine de Béthune est une unité urbaine française interdépartementale qui s'étend sur les deux départements du Nord et du Pas-de-Calais, en région Hauts-de-France. Elle est centrée sur la ville de Béthune, sous-préfecture du département du Pas-de-Calais et sur celle de Bruay-la-Buissière.
Par sa population, l'unité urbaine de Béthune fait partie des grandes agglomérations de la France se situant au 19e rang national. Plus largement, cette vaste conurbation qui englobe l'ancien bassin minier du Nord-Pas-de-Calais participe au côté de l'unité urbaine de Lille à un ensemble métropolitain de plus de 3,5 millions d'habitants, appelé « Aire métropolitaine de Lille ».

## Données générales
Selon l'INSEE en 2010, l'unité urbaine de Béthune regroupait 93 communes.
Dans le nouveau zonage de 2020, les communes sont au nombre de 94, la commune d'Illies ayant été ajoutée au périmètre. Elles s'étendent sur 760,30 km2, ce qui en fait l'unité urbaine la plus étendue de toute la région Hauts-de-France.
En 2022, elle compte 356 543 habitants, ce qui la place au troisième rang régional après l'unité urbaine de Lille et l'unité urbaine de Douai-Lens. Par sa superficie, elle représente 9,44 % du territoire du Pas-de-Calais mais, par sa population (306 416 habitants), elle regroupe 20,98 % de la population du département et se situe au 2e rang, après l'unité urbaine de Douai-Lens. Elle se situe au 19e rang national.
Le tableau suivant détaille la répartition de l'unité urbaine sur les départements du Nord et du Pas-de-Calais en 2022 (les pourcentages sont relatifs à chacun des départements) :

Agglomérations de plus de 100000 habitants en France en 2022.

| Département   | Communes | Communes (%) | Superficie (km²) | Superficie (%) | Population (2022) | Population (%) |
| ------------- | -------- | ------------ | ---------------- | -------------- | ----------------- | -------------- |
| Nord          | 12       | 1,85         | 127,53           | 2,22           | 50 127            | 1,92           |
| Pas-de-Calais | 82       | 9,24         | 632,77           | 9,44           | 306 416           | 20,98          |

## Composition 2020 de l'unité urbaine
Elle est composée des quatre-vingt-quatorze communes suivantes :
| Nom                    | Code Insee | Département   | Statut       | Superficie (km2) | Population (dernière pop. légale) | Densité (hab./km2) | Modifier                                    |
| ---------------------- | ---------- | ------------- | ------------ | ---------------- | --------------------------------- | ------------------ | ------------------------------------------- |
| Béthune                | 62119      | Pas-de-Calais | ville-centre | 9,46             | 25 342 (2022)                     | 2 679              | modifier les données · modifier les données |
| Bruay-la-Buissière     | 62178      | Pas-de-Calais | ville-centre | 16,35            | 21 997 (2022)                     | 1 345              | modifier les données · modifier les données |
| Aire-sur-la-Lys        | 62014      | Pas-de-Calais | banlieue     | 33,38            | 9 568 (2022)                      | 287                | modifier les données · modifier les données |
| Allouagne              | 62023      | Pas-de-Calais | banlieue     | 7,81             | 2 837 (2022)                      | 363                | modifier les données · modifier les données |
| Annequin               | 62034      | Pas-de-Calais | banlieue     | 3,99             | 2 147 (2022)                      | 538                | modifier les données · modifier les données |
| Annezin                | 62035      | Pas-de-Calais | banlieue     | 6,10             | 5 819 (2022)                      | 954                | modifier les données · modifier les données |
| Auchel                 | 62048      | Pas-de-Calais | banlieue     | 6,00             | 10 124 (2022)                     | 1 687              | modifier les données · modifier les données |
| Auchy-les-Mines        | 62051      | Pas-de-Calais | banlieue     | 5,10             | 4 642 (2022)                      | 910                | modifier les données · modifier les données |
| Barlin                 | 62083      | Pas-de-Calais | banlieue     | 6,18             | 7 330 (2022)                      | 1 186              | modifier les données · modifier les données |
| La Bassée              | 59051      | Nord          | banlieue     | 3,54             | 6 678 (2022)                      | 1 886              | modifier les données · modifier les données |
| Bauvin                 | 59052      | Nord          | banlieue     | 3,85             | 5 124 (2022)                      | 1 331              | modifier les données · modifier les données |
| Bénifontaine           | 62107      | Pas-de-Calais | banlieue     | 4,24             | 337 (2022)                        | 79                 | modifier les données · modifier les données |
| Beugin                 | 62120      | Pas-de-Calais | banlieue     | 5,06             | 465 (2022)                        | 92                 | modifier les données · modifier les données |
| Beuvry                 | 62126      | Pas-de-Calais | banlieue     | 16,85            | 9 078 (2022)                      | 539                | modifier les données · modifier les données |
| Billy-Berclau          | 62132      | Pas-de-Calais | banlieue     | 7,41             | 5 076 (2022)                      | 685                | modifier les données · modifier les données |
| Bois-Grenier           | 59088      | Nord          | banlieue     | 7,25             | 1 784 (2022)                      | 246                | modifier les données · modifier les données |
| Bouvigny-Boyeffles     | 62170      | Pas-de-Calais | banlieue     | 9,07             | 2 385 (2022)                      | 263                | modifier les données · modifier les données |
| Burbure                | 62188      | Pas-de-Calais | banlieue     | 5,53             | 2 827 (2022)                      | 511                | modifier les données · modifier les données |
| Busnes                 | 62190      | Pas-de-Calais | banlieue     | 9,55             | 1 242 (2022)                      | 130                | modifier les données · modifier les données |
| Calonne-Ricouart       | 62194      | Pas-de-Calais | banlieue     | 4,61             | 5 416 (2022)                      | 1 175              | modifier les données · modifier les données |
| Calonne-sur-la-Lys     | 62195      | Pas-de-Calais | banlieue     | 11,00            | 1 578 (2022)                      | 143                | modifier les données · modifier les données |
| Camblain-Châtelain     | 62197      | Pas-de-Calais | banlieue     | 10,04            | 1 766 (2022)                      | 176                | modifier les données · modifier les données |
| Cambrin                | 62200      | Pas-de-Calais | banlieue     | 1,77             | 1 250 (2022)                      | 706                | modifier les données · modifier les données |
| Cauchy-à-la-Tour       | 62217      | Pas-de-Calais | banlieue     | 3,13             | 2 645 (2022)                      | 845                | modifier les données · modifier les données |
| Chocques               | 62224      | Pas-de-Calais | banlieue     | 7,95             | 2 808 (2022)                      | 353                | modifier les données · modifier les données |
| La Couture             | 62252      | Pas-de-Calais | banlieue     | 13,52            | 2 608 (2022)                      | 193                | modifier les données · modifier les données |
| Cuinchy                | 62262      | Pas-de-Calais | banlieue     | 4,15             | 1 784 (2022)                      | 430                | modifier les données · modifier les données |
| Divion                 | 62270      | Pas-de-Calais | banlieue     | 10,96            | 6 830 (2022)                      | 623                | modifier les données · modifier les données |
| Douvrin                | 62276      | Pas-de-Calais | banlieue     | 9,58             | 5 799 (2022)                      | 605                | modifier les données · modifier les données |
| Drouvin-le-Marais      | 62278      | Pas-de-Calais | banlieue     | 2,12             | 610 (2022)                        | 288                | modifier les données · modifier les données |
| Ecquedecques           | 62286      | Pas-de-Calais | banlieue     | 2,63             | 510 (2022)                        | 194                | modifier les données · modifier les données |
| Essars                 | 62310      | Pas-de-Calais | banlieue     | 3,72             | 1 765 (2022)                      | 474                | modifier les données · modifier les données |
| Estaires               | 59212      | Nord          | banlieue     | 12,82            | 6 551 (2022)                      | 511                | modifier les données · modifier les données |
| Festubert              | 62330      | Pas-de-Calais | banlieue     | 7,64             | 1 253 (2022)                      | 164                | modifier les données · modifier les données |
| Fleurbaix              | 62338      | Pas-de-Calais | banlieue     | 12,86            | 2 944 (2022)                      | 229                | modifier les données · modifier les données |
| Fouquereuil            | 62349      | Pas-de-Calais | banlieue     | 2,01             | 1 630 (2022)                      | 811                | modifier les données · modifier les données |
| Fouquières-lès-Béthune | 62350      | Pas-de-Calais | banlieue     | 2,42             | 1 111 (2022)                      | 459                | modifier les données · modifier les données |
| Givenchy-lès-la-Bassée | 62373      | Pas-de-Calais | banlieue     | 3,89             | 989 (2022)                        | 254                | modifier les données · modifier les données |
| Gonnehem               | 62376      | Pas-de-Calais | banlieue     | 15,31            | 2 532 (2022)                      | 165                | modifier les données · modifier les données |
| La Gorgue              | 59268      | Nord          | banlieue     | 15,03            | 5 553 (2022)                      | 369                | modifier les données · modifier les données |
| Gosnay                 | 62377      | Pas-de-Calais | banlieue     | 2,21             | 946 (2022)                        | 428                | modifier les données · modifier les données |
| Guarbecque             | 62391      | Pas-de-Calais | banlieue     | 5,46             | 1 375 (2022)                      | 252                | modifier les données · modifier les données |
| Haillicourt            | 62400      | Pas-de-Calais | banlieue     | 4,46             | 4 974 (2022)                      | 1 115              | modifier les données · modifier les données |
| Haisnes                | 62401      | Pas-de-Calais | banlieue     | 5,58             | 4 411 (2022)                      | 791                | modifier les données · modifier les données |
| Ham-en-Artois          | 62407      | Pas-de-Calais | banlieue     | 3,20             | 947 (2022)                        | 296                | modifier les données · modifier les données |
| Haverskerque           | 59293      | Nord          | banlieue     | 9,17             | 1 385 (2022)                      | 151                | modifier les données · modifier les données |
| Hersin-Coupigny        | 62443      | Pas-de-Calais | banlieue     | 12,02            | 6 098 (2022)                      | 507                | modifier les données · modifier les données |
| Hesdigneul-lès-Béthune | 62445      | Pas-de-Calais | banlieue     | 2,59             | 842 (2022)                        | 325                | modifier les données · modifier les données |
| Hinges                 | 62454      | Pas-de-Calais | banlieue     | 8,31             | 2 450 (2022)                      | 295                | modifier les données · modifier les données |
| Houchin                | 62456      | Pas-de-Calais | banlieue     | 4,50             | 735 (2022)                        | 163                | modifier les données · modifier les données |
| Houdain                | 62457      | Pas-de-Calais | banlieue     | 6,30             | 6 990 (2022)                      | 1 110              | modifier les données · modifier les données |
| Hulluch                | 62464      | Pas-de-Calais | banlieue     | 5,74             | 3 377 (2022)                      | 588                | modifier les données · modifier les données |
| Illies                 | 59320      | Nord          | banlieue     | 7,91             | 1 688 (2022)                      | 213                | modifier les données · modifier les données |
| Isbergues              | 62473      | Pas-de-Calais | banlieue     | 14,37            | 8 653 (2022)                      | 602                | modifier les données · modifier les données |
| Labeuvrière            | 62479      | Pas-de-Calais | banlieue     | 6,11             | 1 651 (2022)                      | 270                | modifier les données · modifier les données |
| Labourse               | 62480      | Pas-de-Calais | banlieue     | 4,67             | 2 876 (2022)                      | 616                | modifier les données · modifier les données |
| Lambres                | 62486      | Pas-de-Calais | banlieue     | 4,37             | 1 066 (2022)                      | 244                | modifier les données · modifier les données |
| Lapugnoy               | 62489      | Pas-de-Calais | banlieue     | 8,61             | 3 500 (2022)                      | 407                | modifier les données · modifier les données |
| Laventie               | 62491      | Pas-de-Calais | banlieue     | 18,13            | 5 007 (2022)                      | 276                | modifier les données · modifier les données |
| Lestrem                | 62502      | Pas-de-Calais | banlieue     | 21,15            | 5 041 (2022)                      | 238                | modifier les données · modifier les données |
| Lillers                | 62516      | Pas-de-Calais | banlieue     | 26,90            | 10 200 (2022)                     | 379                | modifier les données · modifier les données |
| Locon                  | 62520      | Pas-de-Calais | banlieue     | 9,52             | 2 332 (2022)                      | 245                | modifier les données · modifier les données |
| Lorgies                | 62529      | Pas-de-Calais | banlieue     | 6,84             | 1 630 (2022)                      | 238                | modifier les données · modifier les données |
| Lozinghem              | 62532      | Pas-de-Calais | banlieue     | 2,15             | 1 271 (2022)                      | 591                | modifier les données · modifier les données |
| Maisnil-lès-Ruitz      | 62540      | Pas-de-Calais | banlieue     | 5,56             | 1 685 (2022)                      | 303                | modifier les données · modifier les données |
| Marles-les-Mines       | 62555      | Pas-de-Calais | banlieue     | 4,55             | 5 437 (2022)                      | 1 195              | modifier les données · modifier les données |
| Merville               | 59400      | Nord          | banlieue     | 26,96            | 9 729 (2022)                      | 361                | modifier les données · modifier les données |
| Meurchin               | 62573      | Pas-de-Calais | banlieue     | 4,64             | 3 715 (2022)                      | 801                | modifier les données · modifier les données |
| Mont-Bernanchon        | 62584      | Pas-de-Calais | banlieue     | 11,40            | 1 319 (2022)                      | 116                | modifier les données · modifier les données |
| Neuf-Berquin           | 59423      | Nord          | banlieue     | 6,40             | 1 422 (2022)                      | 222                | modifier les données · modifier les données |
| Neuve-Chapelle         | 62606      | Pas-de-Calais | banlieue     | 1,86             | 1 404 (2022)                      | 755                | modifier les données · modifier les données |
| Nœux-les-Mines         | 62617      | Pas-de-Calais | banlieue     | 8,84             | 11 384 (2022)                     | 1 288              | modifier les données · modifier les données |
| Oblinghem              | 62632      | Pas-de-Calais | banlieue     | 1,27             | 384 (2022)                        | 302                | modifier les données · modifier les données |
| Provin                 | 59477      | Nord          | banlieue     | 3,39             | 4 456 (2022)                      | 1 314              | modifier les données · modifier les données |
| Quiestède              | 62681      | Pas-de-Calais | banlieue     | 2,83             | 654 (2022)                        | 231                | modifier les données · modifier les données |
| Rebreuve-Ranchicourt   | 62693      | Pas-de-Calais | banlieue     | 10,73            | 1 071 (2022)                      | 100                | modifier les données · modifier les données |
| Richebourg             | 62706      | Pas-de-Calais | banlieue     | 17,31            | 2 653 (2022)                      | 153                | modifier les données · modifier les données |
| Robecq                 | 62713      | Pas-de-Calais | banlieue     | 10,56            | 1 320 (2022)                      | 125                | modifier les données · modifier les données |
| Roquetoire             | 62721      | Pas-de-Calais | banlieue     | 10,71            | 1 967 (2022)                      | 184                | modifier les données · modifier les données |
| Ruitz                  | 62727      | Pas-de-Calais | banlieue     | 4,96             | 1 493 (2022)                      | 301                | modifier les données · modifier les données |
| Sailly-Labourse        | 62735      | Pas-de-Calais | banlieue     | 6,02             | 2 535 (2022)                      | 421                | modifier les données · modifier les données |
| Sailly-sur-la-Lys      | 62736      | Pas-de-Calais | banlieue     | 9,70             | 3 932 (2022)                      | 405                | modifier les données · modifier les données |
| Sains-en-Gohelle       | 62737      | Pas-de-Calais | banlieue     | 5,71             | 5 972 (2022)                      | 1 046              | modifier les données · modifier les données |
| Saint-Floris           | 62747      | Pas-de-Calais | banlieue     | 4,05             | 629 (2022)                        | 155                | modifier les données · modifier les données |
| Saint-Venant           | 62770      | Pas-de-Calais | banlieue     | 14,24            | 3 002 (2022)                      | 211                | modifier les données · modifier les données |
| Salomé                 | 59550      | Nord          | banlieue     | 5,25             | 3 116 (2022)                      | 594                | modifier les données · modifier les données |
| Vaudricourt            | 62836      | Pas-de-Calais | banlieue     | 2,99             | 1 129 (2022)                      | 378                | modifier les données · modifier les données |
| Vendin-lès-Béthune     | 62841      | Pas-de-Calais | banlieue     | 3,63             | 2 384 (2022)                      | 657                | modifier les données · modifier les données |
| Verquigneul            | 62847      | Pas-de-Calais | banlieue     | 3,54             | 2 013 (2022)                      | 569                | modifier les données · modifier les données |
| Verquin                | 62848      | Pas-de-Calais | banlieue     | 3,70             | 3 452 (2022)                      | 933                | modifier les données · modifier les données |
| Vieille-Chapelle       | 62851      | Pas-de-Calais | banlieue     | 3,41             | 888 (2022)                        | 260                | modifier les données · modifier les données |
| Vieux-Berquin          | 59615      | Nord          | banlieue     | 25,96            | 2 641 (2022)                      | 102                | modifier les données · modifier les données |
| Violaines              | 62863      | Pas-de-Calais | banlieue     | 10,01            | 3 844 (2022)                      | 384                | modifier les données · modifier les données |
| Wingles                | 62895      | Pas-de-Calais | banlieue     | 5,93             | 8 734 (2022)                      | 1 473              | modifier les données · modifier les données |

## Évolution démographique
L'évolution démographique ci-dessous concerne l'unité urbaine selon le zonage de 2020.
| 1968    | 1975    | 1982    | 1990    | 1999    | 2006    | 2011    | 2016    | 2022    |
| ------- | ------- | ------- | ------- | ------- | ------- | ------- | ------- | ------- |
| 350 411 | 341 859 | 342 167 | 350 295 | 348 146 | 351 272 | 354 736 | 357 169 | 356 543 |